# Die öffentliche Frau
Die öffentliche Frau (französisch: La femme publique) ist ein französisches Erotikdrama aus dem Jahr 1984.

## Handlung
Die junge Schauspielerin Ethel arbeitet als Aktmodell, um ihre verarmten Eltern und sich zu finanzieren. Der fanatische Regisseur Lucas Kessling sucht die Hauptdarstellerin für seine Verfilmung des Romans Die Dämonen von Fjodor Dostojewski. Als Ethel zum Casting auftaucht, ist er von ihrer ekstatischen Ausstrahlung hypnotisiert. Lucas stellt Ethel ein und erwartet diese Ekstase an jedem Drehtag. Doch bald beschwert er sich, dass sie „körperlich, aber nicht seelisch“ nackt sei, und drangsaliert sie gnadenlos, um ihren Stolz zu brechen und sie zu einer schauspielerischen Höchstleistung zu peitschen. Ethel verliert sich in ihrer Rolle und kann bald nicht mehr zwischen Realität und Fiktion unterscheiden.
Ethel verliebt sich in Milan, einen Tellerwäscher am Filmset. Er ist ein tschechischer Emigrant, der vom tschechischen Geheimdienst gezwungen wurde, einen Geistlichen in Paris zu töten. Nachdem er eine Schauspielerin ermordet, die Ethels Rolle wegzunehmen droht, begeht er Selbstmord. Ethel wird ein Filmstar und Lucas’ Geliebte, aber als Lucas dämmert, dass nicht er sie, sondern sie ihn ausgenutzt hat, tötet auch er sich selbst.

## Hintergrund
Der Film basiert auf autobiografischen Erfahrungen der Drehbuchschreiberin Dominique Garnier, die einst selbst eine brotlose Künstlerin war und als Aktmodell jobbte. Garnier beschäftigte sich mit zwei Aspekten weiblicher Nacktheit: als Broterwerb und als Mittel der Selbstfindung. Der Slant Magazine bezeichnete Andrzej Żuławskis Werk als einen „Parforceritt“ und merkt an, dass Ethel oberflächlich schwach, aber in Wirklichkeit stark sei. Ethel wird im Laufe des Films fortwährend als Lustobjekt gesehen, nur mit einer Sonnenbrille als „Kleidung“. Die Bildsprache aber zeichnet sie als „Göttin“, die umgeben von „verfallenem Material“ ist, und lässt sie als Siegerin überleben, während die Männer sterben.
Hauptdarstellerin Kaprisky erklärte: „Es ist die Geschichte eines Mädchens, welches das Einzige anbietet, über das es verfügen kann: seinen nackten Körper. Durch das Nackttanzen versucht es sich von inneren Ketten zu befreien, doch je mehr sie sich befreit, um so enger werden die Ketten.“ Kaprisky, die sich selbstkritisch als „fürchterliche Schauspielerin“ bezeichnete, bemerkte, dass sie nach dem Film als Sexsymbol und Exhibitionistin abgestempelt war.
Kaprisky erzählte, dass ihr Regisseur Żuławski partout verbot, sich vor dem ersten Drehtag mit dem Text zu beschäftigen, damit sie am Set spontaner wirkte. Sie bezeichnete die Zusammenarbeit als sehr fruchtbar, aber war völlig unvorbereitet auf den Medienrummel des Filmes. Sie kam mit dem plötzlichen Ruhm nicht zurecht und erlitt „jeden Tag einen Weinkrampf“. Vor den Dreharbeiten zu ihrem Folgefilm Teuflische Umarmung hieß sie der Regisseur Christopher Frank zuerst in Kur zu fahren und erst dann wiederzukommen, wenn sie mental bereit sei.
Der Film lockte in Frankreich 1,3 Millionen Zuschauer in die Kinos.

## Kritik
„Sacha Vierny[s] Bilder hätten mehr verdient als diesen Softporno mit dem Weltschmerz und Politekel, mit dem verspäteten, aufgesteilten Kinoexpressionismus aus dritter Hand: lange Schatten, flackernde Decors, ständig hochtourig überdrehte Dialoge. Es ist traurig, wenn ein Kultfilm in den Schachtelkinos in Bahnhofsnähe landet und strandet.“

„Künstlerisch, anspruchsvoll, und nach Ansicht einiger Kritiker überfrachtet.“

„Die Story gibt sich ambitioniert, aber die Gestaltung bleibt in der opulenten Äußerlichkeit der Bilder (mit Sexeinlagen wie in einer Peepshow) und im Unvermögen, Gefühle und Leidenschaften plausibel zu machen, deutlich hinter ihrem Anspruch zurück.“

## Auszeichnungen
César 1985
- Beste Hauptdarstellerin: Valérie Kaprisky (Nominiert)
- Bester Nebendarsteller: Lambert Wilson (Nominiert)
- Bestes adaptiertes Drehbuch: Andrzej Żuławski und Dominique Garnier (Nominiert)

Montreal World Film Festival
- Populärster Film: Andrzej Żuławski
- Spezialpreis der Jury: Andrzej Żuławski